# Irene Parenti Duclos
Irene Parenti Duclos (Firenze, 1754 – Firenze, 5 febbraio 1795) è stata una pittrice e poetessa italiana.

## Biografia
Si fece conoscere a Firenze come abile copiatrice di quadri famosi conservati nelle gallerie granducali. All'epoca Firenze era meta obbligata del Grand Tour e i ricchi signori che ci si fermavano erano soliti acquistare, come souvenir, copie di opere celebri. Irene Parenti fu una delle copiatrici più gettonate dell'epoca.
Ancora giovanissima, nel 1773 il granduca Pietro Leopoldo le commissionò il ritratto di Joseph Eckhel, un gesuita ed esperto numismatico al servizio del principe. La riuscita fu tale che due anni dopo venne assunta presso la Casa Imperiale per un incarico della massima importanza: copiare la Madonna del Sacco di Andrea del Sarto, un affresco della Chiesa della Santissima Annunziata che andava rovinandosi.

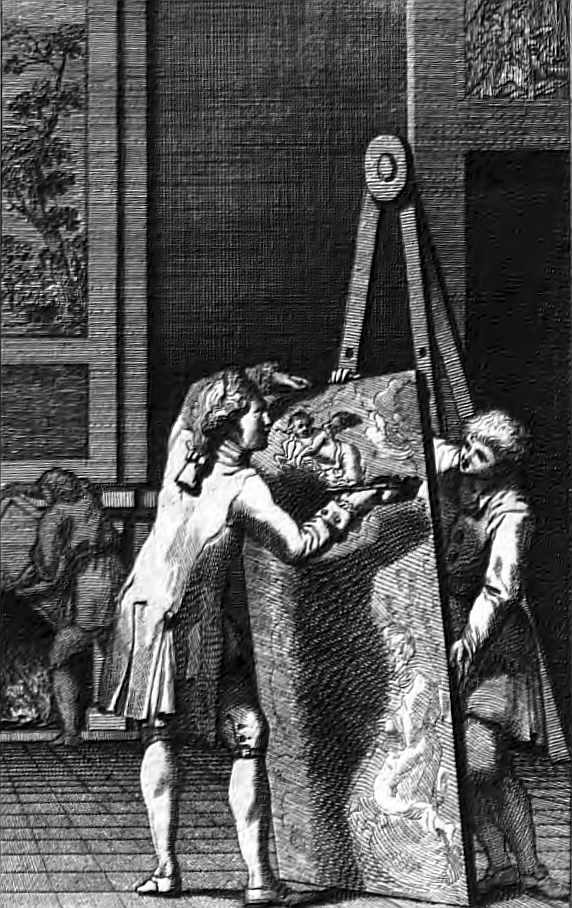
Il Laboratorio romano di Vincenzo Requeno

Dopo aver aperto una bottega insieme al marito Gio Batta Duclos, continuò a realizzare e a vendere copie a turisti danarosi fino a tutto il 1780 quando poi si spostò a Roma per imparare l'arte della pittura ad encausto presso i gesuiti spagnoli Giovanni Pignatelli e Vincenzo Requeno y Vives. Durante il suo soggiorno romano ebbe modo di dimostrare anche le sue doti poetiche e fu infatti accettata nell'Accademia dell'Arcadia con lo pseudonimo di Lincasta Ericinia. Nel 1782 uscì un suo componimento dal titolo Canzonetta. A tal proposito Requeno scrive: 

Proprio nel 1782 Irene Parenti tornò a Firenze alla sua bottega che, non solo grazie alle copie, ma anche alle sue pitture originali ad encausto e a pastelli divenne una delle gallerie più note in città dove venivano ad imparare l'arte di dipingere studenti da tutta Europa. Come Emma Jane Greenland che nel 1785, raccomandata da Pignatelli, rimase a fare pratica presso Irene Parenti per più di un anno. Come conferma Giuseppe del Rofso: 
Nel 1783 per entrare nell'Accademia del Disegno di Firenze (poi Accademia di Belle Arti) dipinse l'Autoritratto, il suo quadro più celebre ancora oggi conservato agli Uffizi. L'anno successivo venne pubblicata una sua poesia anacreontica dal titolo l'Ali d'Amore.

Il suo necrologio sulla Gazzetta Toscana recitava: